# Walter von Nordeck
Walter von Nordeck o Walther von Nortecken (... – 1287 circa) fu il Gran Maestro dell'Ordine Livoniano dal 1270 al 1273.

## Biografia
Nordeck proveniva da una famiglia di ministeriali di Magonza. I membri della stessa gestivano la fortezza locale e possedevano diversi feudi, molti dei quali furono ceduti all'Ordine teutonico durante il XIII secolo. Molti dei von Nordeck divennero in seguito membri del medesimo ordine.
Walter von Nordeck inizialmente non volle far parte di questa dimensione: dal 1261 al 1267 infatti fu sposato con una donna di nome Lutgard. Nel 1268, si unì all'Ordine, prestando inizialmente servizio a Marburgo: sua moglie divenne invece suora. Nel 1270, Nordeck giunse in Livonia e fu quindi eletto Gran Maestro per tre anni, subentrando a Andrea di Westfalia, il quale ricoprì il ruolo di capo ad interim dopo la morte di Otto von Lutterberg nella battaglia di Karuse.
Già poco dopo il suo arrivo a Riga, decise di combattere i Semgalli una volta per tutte. L'Ordine di Livonia, l'Arcivescovo di Riga e la città di Riga si accordarono affinché tutta la Semgallia passasse sotto il dominio dell'Ordine di Livonia. Subito dopo, i Cavalieri di Livonia assediarono e catturarono la fortezza di Tērvete.
Nel 1271, Walther von Nortecken portò il suo esercito a Mezhotne, persa dai Crociati nella battaglia di Durbe del 1260: il castello si arrese senza combattere. Nel medesimo anno, i Cavalieri di Livonia conquistarono il castello di Rakte. Questo evento determinò la definitiva sconfitta dei Semgalli, i quali furono costretti al battesimo.

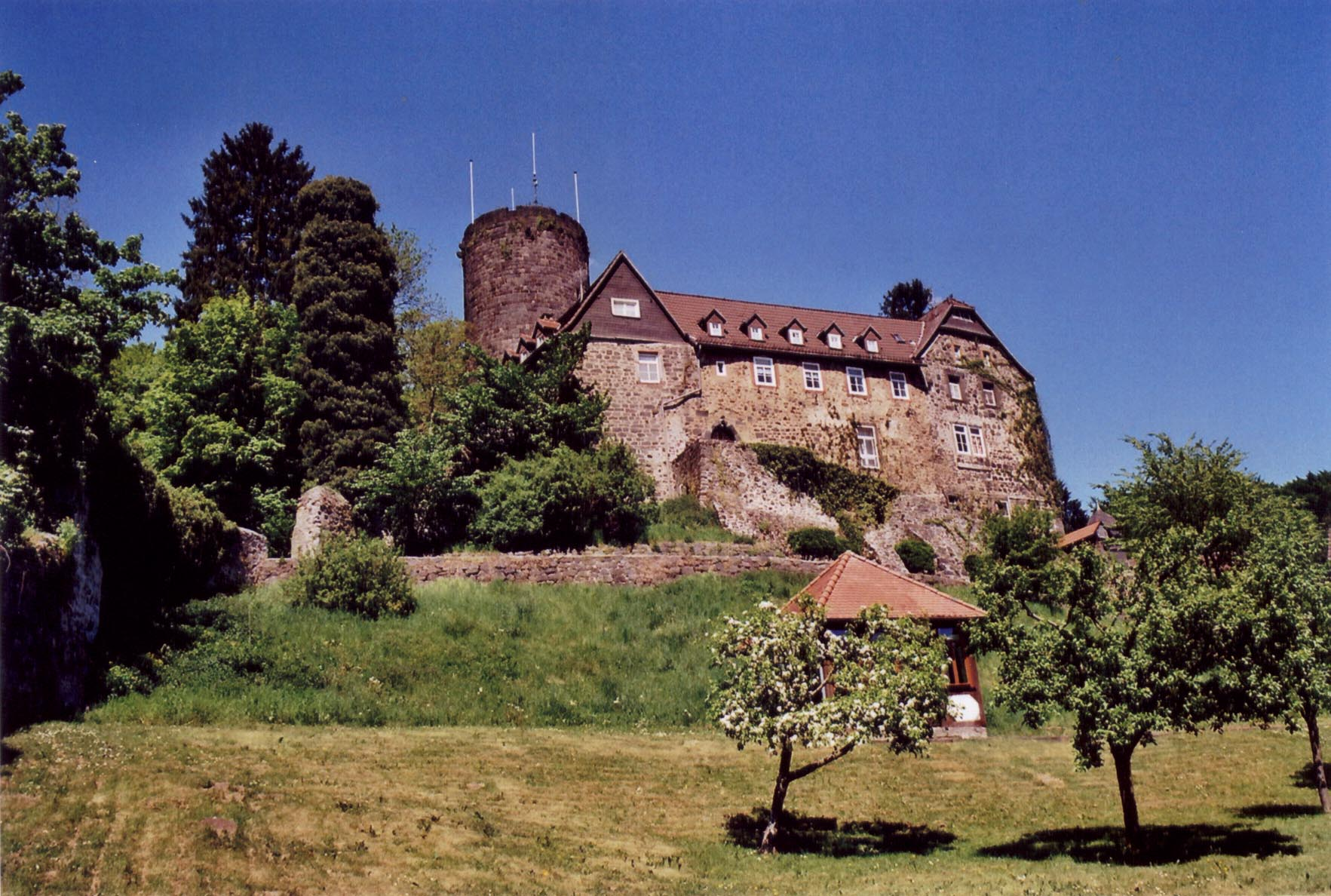
La tenuta della famiglia von Nordeck a Marburgo, in Assia

La sua parentesi in Livonia si chiuse nel 1273, poiché si ammalò; lasciò quindi l'incarico di Landmeister di Livonia e si ritirò nella Kommende (unità amministrativa locale) di Marburgo, in Assia, dove servì l'Ordine Teutonico per il resto della sua vita. A ricoprire la carica di Landmeister di Livonia venne eletto Ernst von Ratzeburg. Risale al 1287 l'ultima fonte certa che fa riferimento a von Nordeck, il che fa supporre che sia morto in quegli anni.